# گروه بروه
گروه بروه (انگلیسی: Barwa Group) شرکت املاک و مستغلات قطری است، که در سال ۲۰۰۵ توسط سازمان سرمایه‌گذاری قطر تأسیس شد و هم‌اکنون بزرگترین شرکت املاک این کشور محسوب می‌شود.